# Kenya i olympiska vinterspelen för ungdomar 2024
Kenya deltog vid olympiska vinterspelen för ungdomar 2024 i Gangwon i Sydkorea mellan den 19 januari och 1 februari 2024. Det var andra gången som Kenya tävlade vid olympiska vinterspelen för ungdomar efter att tidigare ha deltagit i den andra upplagan 2016.
Kenyas trupp bestod av två idrottare (en man och en kvinna) som tävlade i två sporter. Den alpina skidåkaren Issa Laborde och längdskidåkaren Ashley Ongonga var landets fanbärare under öppningsceremonin.

## Tävlande
Följande är en lista över antalet tävlande som deltog i spelen per sport/disciplin.
| Sport            | Herrar | Damer | Totalt |
| ---------------- | ------ | ----- | ------ |
| Alpin skidåkning | 1      | 0     | 1      |
| Längdskidåkning  | 0      | 1     | 1      |
| Totalt           | 1      | 1     | 2      |

## Alpin skidåkning
Kenya hade en manlig alpin skidåkare som kvalificerat sig. Den franskfödda skidåkaren Issa Gachingiri Laborde Dit Pere valde att representera sin mors födelseland Kenya i internationella tävlingar.
| Idrottare    | Gren        | Åk 1  | Åk 1      | Åk 2    | Åk 2      | Totalt  | Totalt    |
| Idrottare    | Gren        | Tid   | Placering | Tid     | Placering | Tid     | Placering |
| ------------ | ----------- | ----- | --------- | ------- | --------- | ------- | --------- |
| Issa Laborde | Super-G     | —     | —         | —       | —         | 58,35   | 41        |
| Issa Laborde | Storslalom  | 54,12 | 48        | 50,09   | 37        | 1.44,21 | 37        |
| Issa Laborde | Slalom      | 56,18 | 53        | 59,85   | 34        | 1.56,03 | 35        |
| Issa Laborde | Kombination | 59,23 | 46        | 1.06,56 | 35        | 2.05,79 | 35        |

## Längdskidåkning
Kenya hade en kvinnlig längdskidåkare som kvalificerat sig. Italienbaserade skidåkaren Ashley Tshanda Ongonga har dubbelt medborgarskap i Italien och Kenya och att representera det senare landet. Ongonga blev den första kvinnliga längdskidåkaren från Afrika att kvalificera sig för ungdoms-OS.
Damer
| Idrottare      | Gren                  | Kval    | Kval      | Kvartsfinal      | Kvartsfinal      | Semifinal        | Semifinal        | Final            | Final            |
| Idrottare      | Gren                  | Tid     | Placering | Tid              | Placering        | Tid              | Placering        | Tid              | Placering        |
| -------------- | --------------------- | ------- | --------- | ---------------- | ---------------- | ---------------- | ---------------- | ---------------- | ---------------- |
| Ashley Ongonga | 7,5 km, klassisk stil | —       | —         | —                | —                | —                | —                | 30.26,1          | 63               |
| Ashley Ongonga | Sprint, fristil       | 4.22,80 | 62        | Gick inte vidare | Gick inte vidare | Gick inte vidare | Gick inte vidare | Gick inte vidare | Gick inte vidare |